# Rossiteria
Rossiteria là một chi ốc biển, là động vật thân mềm chân bụng sống ở biển trong họ Trochidae, họ ốc đụn.

## Các loài
Các loài trong chi Rossiteria gồm có:
- Rossiteria pseudonucleolus Poppe, Tagaro & Dekker, 2006[2]